# L'archipel

L'archipel

L'archipel är en kontorsskyskrapa under uppbyggnad i affärsdistriktet La Défense nära Paris, Frankrike (särskilt i Nanterre). Planerat till våren 2021 blir tornet 106 meter högt.
Det kommer att hysa Vinci-företagets huvudkontor.